# Põltsamaa (município rural)
Põltsamaa (em estoniano:  Põltsamaa vald) é um município rural estoniano localizado na região de Jõgevamaa.